# Richard Van Accolyen
Richard Van Accolyen (Sint-Amandsberg, 19 oktober 1906 – 9 februari 2003) was een Belgisch voetballer. Hij speelde gedurende zijn volledige carrière voor RRC de Gand en scoorde 90 doelpunten in 117 wedstrijden.